# Tour de Suisse 2016
80. edycja wyścigu kolarskiego Tour de Suisse odbyła się od 11 czerwca do 19 czerwca 2016 roku. Trasa tego wieloetapowego wyścigu liczyła dziewięć etapów, o łącznym dystansie 1166,9 km. Wyścig zaliczany jest do rankingu światowego UCI World Tour 2016.

## Uczestnicy
Na starcie wyścigu stanęły 22 ekipy. Wśród nich wszystkie osiemnaście ekip UCI World Tour 2016 oraz cztery inne zaproszone przez organizatorów.
Lista drużyn uczestniczących w wyścigu:
| Numery  | Kod | Drużyna                |
| ------- | --- | ---------------------- |
| 1-8     | KAT | Team Katusha           |
| 11-18   | TFS | Trek-Segafredo         |
| 21-28   | OGE | Orica-GreenEDGE        |
| 31-38   | BMC | BMC Racing Team        |
| 41-48   | TNK | Tinkoff                |
| 51-58   | SKY | Team Sky               |
| 61-68   | TLJ | Team LottoNL-Jumbo     |
| 71-78   | LAM | Lampre-Merida          |
| 81-88   | GIA | Team Giant-Alpecin     |
| 91-98   | CPT | Cannondale Pro Cycling |
| 101-108 | LTS | Lotto Soudal           |

| Numery  | Kod | Drużyna                |
| ------- | --- | ---------------------- |
| 111-118 | EQS | Etixx-Quick Step       |
| 121-128 | DDD | Team Dimension Data    |
| 131-138 | FDJ | FDJ                    |
| 141-148 | IAM | IAM Cycling            |
| 151-158 | AST | Pro Team Astana        |
| 161-168 | ALM | Ag2r-La Mondiale       |
| 171-178 | MOV | Movistar Team          |
| 181-188 | CCC | CCC Sprandi Polkowice  |
| 191-198 | ROT | Team Roth              |
| 201-208 | ROO | Roompot-Oranje Peloton |
| 211-218 | VAT | Verva ActiveJet        |

## Etapy
| Etap | Data       | Start – Meta              | km    | Typ | Zwycięzca etapu     | Lider               |
| ---- | ---------- | ------------------------- | ----- | --- | ------------------- | ------------------- |
| 1    | 11 czerwca | Baar                      | 6,4   | ITT | Fabian Cancellara   | Fabian Cancellara   |
| 2.   | 12 czerwca | Baar – Baar               | 187,6 |     | Peter Sagan         | Jürgen Roelandts    |
| 3.   | 13 czerwca | Grosswangen – Rheinfelden | 192,6 |     | Peter Sagan         | Peter Sagan         |
| 4.   | 14 czerwca | Rheinfelden – Champagne   | 193   |     | Maximiliano Richeze | Peter Sagan         |
| 5.   | 15 czerwca | Brig-Glis – Carì          | 126,4 |     | Darwin Atapuma      | Pierre-Roger Latour |
| 6.   | 16 czerwca | Weesen – Amden            | 162,8 |     | Pieter Weening      | Wilco Kelderman     |
| 7.   | 17 czerwca | Arbon – Sölden            | 224,3 |     | Tejay van Garderen  | Warren Barguil      |
| 8.   | 18 czerwca | Davos                     | 16,8  | ITT | Jon Izagirre        | Miguel Ángel López  |
| 9.   | 19 czerwca | Davos – Davos             | 57    |     | Jarlinson Pantano   | Miguel Ángel López  |

### Etap 1 – 11.06: Baar, 6,4 km
| #   | Zawodnik           | Zespół | Czas     |
| --- | ------------------ | ------ | -------- |
| 1   | Fabian Cancellara  | TFS    | 7' 38"   |
| 2   | Jürgen Roelandts   | LTS    | + 1"     |
| 3   | Luke Durbridge     | OGE    | + 2"     |
|     |                    |        |          |
| 22  | Jarosław Marycz    | CCC    | + 16"    |
| 46  | Maciej Paterski    | CCC    | + 26"    |
| 68  | Maciej Bodnar      | TNK    | + 32"    |
| 70  | Paweł Cieślik      | VAT    | + 33"    |
| 76  | Kamil Gradek       | VAT    | + 34"    |
| 78  | Michał Gołaś       | SKY    | + 35"    |
| 101 | Adam Stachowiak    | VAT    | + 38"    |
| 109 | Przemysław Niemiec | LAM    | + 40"    |
| 152 | Sylwester Szmyd    | CCC    | + 55"    |
| 175 | Michał Podlaski    | VAT    | + 1' 23" |

| #   | Zawodnik           | Zespół | Czas     |
| --- | ------------------ | ------ | -------- |
| 1   | Fabian Cancellara  | TFS    | 7' 38"   |
| 2   | Jürgen Roelandts   | LTS    | + 1"     |
| 3   | Luke Durbridge     | OGE    | + 2"     |
|     |                    |        |          |
| 22  | Jarosław Marycz    | CCC    | + 16"    |
| 46  | Maciej Paterski    | CCC    | + 26"    |
| 68  | Maciej Bodnar      | TNK    | + 32"    |
| 70  | Paweł Cieślik      | VAT    | + 33"    |
| 76  | Kamil Gradek       | VAT    | + 34"    |
| 78  | Michał Gołaś       | SKY    | + 35"    |
| 101 | Adam Stachowiak    | VAT    | + 38"    |
| 109 | Przemysław Niemiec | LAM    | + 40"    |
| 152 | Sylwester Szmyd    | CCC    | + 55"    |
| 175 | Michał Podlaski    | VAT    | + 1' 23" |

### Etap 2 – 12.06: Baar – Baar, 187,6 km
| #   | Zawodnik            | Zespół | Czas       |
| --- | ------------------- | ------ | ---------- |
| 1   | Peter Sagan         | TNK    | 4h 35' 19" |
| 2   | Maximiliano Richeze | EQS    | + 0"       |
| 3   | Michael Matthews    | OGE    | + 0"       |
|     |                     |        |            |
| 29  | Michał Gołaś        | SKY    | + 3"       |
| 30  | Maciej Paterski     | CCC    | + 3"       |
| 77  | Kamil Gradek        | VAT    | + 3"       |
| 85  | Maciej Bodnar       | TNK    | + 3"       |
| 86  | Paweł Cieślik       | VAT    | + 3"       |
| 87  | Jarosław Marycz     | CCC    | + 3"       |
| 102 | Przemysław Niemiec  | LAM    | + 3"       |
| 111 | Sylwester Szmyd     | CCC    | + 3"       |
| 115 | Adam Stachowiak     | VAT    | + 3"       |
| 163 | Michał Podlaski     | VAT    | + 6' 00"   |

| #   | Zawodnik           | Zespół | Czas       |
| --- | ------------------ | ------ | ---------- |
| 1   | Jürgen Roelandts   | LTS    | 4h 42' 56" |
| 2   | Fabian Cancellara  | TFS    | + 1"       |
| 3   | Luke Durbridge     | OGE    | + 6"       |
|     |                    |        |            |
| 25  | Jarosław Marycz    | CCC    | + 20"      |
| 41  | Maciej Paterski    | CCC    | + 30"      |
| 59  | Maciej Bodnar      | TNK    | + 36"      |
| 61  | Paweł Cieślik      | VAT    | + 37"      |
| 66  | Kamil Gradek       | VAT    | + 38"      |
| 68  | Michał Gołaś       | SKY    | + 39"      |
| 84  | Adam Stachowiak    | VAT    | + 42"      |
| 87  | Przemysław Niemiec | LAM    | + 44"      |
| 120 | Sylwester Szmyd    | CCC    | + 59"      |
| 168 | Michał Podlaski    | VAT    | + 7' 24"   |

### Etap 3 – 13.06: Grosswangen – Rheinfelden, 192,6 km
| #   | Zawodnik           | Zespół | Czas       |
| --- | ------------------ | ------ | ---------- |
| 1   | Peter Sagan        | TNK    | 4h 31' 17" |
| 2   | Michael Albasini   | OGE    | + 0"       |
| 3   | Silvan Dillier     | BMC    | + 0"       |
|     |                    |        |            |
| 14  | Michał Gołaś       | SKY    | + 3"       |
| 41  | Przemysław Niemiec | LAM    | + 17"      |
| 60  | Paweł Cieślik      | VAT    | + 2' 23"   |
| 62  | Maciej Paterski    | CCC    | + 2' 23"   |
| 94  | Michał Podlaski    | VAT    | + 5' 07"   |
| 103 | Adam Stachowiak    | VAT    | + 5' 07"   |
| 125 | Jarosław Marycz    | CCC    | + 5' 07"   |
| 134 | Maciej Bodnar      | TNK    | + 7' 01"   |
| 144 | Sylwester Szmyd    | CCC    | + 13' 43"  |
| 152 | Kamil Gradek       | VAT    | + 13' 43"  |

| #   | Zawodnik           | Zespół | Czas       |
| --- | ------------------ | ------ | ---------- |
| 1   | Peter Sagan        | TNK    | 9h 14' 13" |
| 2   | Jürgen Roelandts   | LTS    | + 3"       |
| 3   | Silvan Dillier     | BMC    | + 3"       |
|     |                    |        |            |
| 26  | Michał Gołaś       | SKY    | + 42"      |
| 38  | Przemysław Niemiec | LAM    | + 1' 01"   |
| 60  | Maciej Paterski    | CCC    | + 2' 53"   |
| 61  | Paweł Cieślik      | VAT    | + 3' 00"   |
| 89  | Jarosław Marycz    | CCC    | + 5' 27"   |
| 104 | Adam Stachowiak    | VAT    | + 5' 49"   |
| 128 | Maciej Bodnar      | TNK    | + 7' 37"   |
| 140 | Michał Podlaski    | VAT    | + 12' 31"  |
| 145 | Kamil Gradek       | VAT    | + 14' 21"  |
| 148 | Sylwester Szmyd    | CCC    | + 14' 42"  |

### Etap 4 – 14.06: Rheinfelden – Champagne, 193 km
| #   | Zawodnik            | Zespół | Czas       |
| --- | ------------------- | ------ | ---------- |
| 1   | Maximiliano Richeze | EQS    | 5h 08' 21" |
| 2   | Fernando Gaviria    | EQS    | + 0"       |
| 3   | Peter Sagan         | TNK    | + 0"       |
|     |                     |        |            |
| 24  | Michał Gołaś        | SKY    | + 2"       |
| 42  | Kamil Gradek        | VAT    | + 2"       |
| 58  | Paweł Cieślik       | VAT    | + 2"       |
| 101 | Adam Stachowiak     | VAT    | + 31"      |
| 117 | Jarosław Marycz     | CCC    | + 31"      |
| 121 | Przemysław Niemiec  | LAM    | + 31"      |
| 134 | Sylwester Szmyd     | CCC    | + 1' 44"   |
| 156 | Michał Podlaski     | VAT    | + 3' 49"   |
| 157 | Maciej Paterski     | CCC    | + 3' 49"   |
| 168 | Maciej Bodnar       | TNK    | + 6' 27"   |

| #   | Zawodnik           | Zespół | Czas        |
| --- | ------------------ | ------ | ----------- |
| 1   | Peter Sagan        | TNK    | 14h 22' 30" |
| 2   | Jürgen Roelandts   | LTS    | + 9"        |
| 3   | Silvan Dillier     | BMC    | + 9"        |
|     |                    |        |             |
| 24  | Michał Gołaś       | SKY    | + 48"       |
| 40  | Przemysław Niemiec | LAM    | + 1' 36"    |
| 55  | Paweł Cieślik      | VAT    | + 3' 06"    |
| 88  | Jarosław Marycz    | CCC    | + 6' 02"    |
| 100 | Adam Stachowiak    | VAT    | + 6' 24"    |
| 108 | Maciej Paterski    | CCC    | + 6' 46"    |
| 136 | Maciej Bodnar      | TNK    | + 14' 08"   |
| 145 | Kamil Gradek       | VAT    | + 14' 27"   |
| 147 | Michał Podlaski    | VAT    | + 16' 24"   |
| 149 | Sylwester Szmyd    | CCC    | + 16' 32"   |

### Etap 5 – 15.06: Brig-Glis – Carì, 126,4 km
| #   | Zawodnik            | Zespół | Czas       |
| --- | ------------------- | ------ | ---------- |
| 1   | Darwin Atapuma      | BMC    | 3h 41' 52" |
| 2   | Warren Barguil      | GIA    | + 4"       |
| 3   | Pierre-Roger Latour | ALM    | + 7"       |
|     |                     |        |            |
| 19  | Paweł Cieślik       | VAT    | + 1' 18"   |
| 54  | Przemysław Niemiec  | LAM    | + 11' 05"  |
| 64  | Michał Gołaś        | SKY    | + 13' 17"  |
| 69  | Sylwester Szmyd     | CCC    | + 19' 46"  |
| 71  | Kamil Gradek        | VAT    | + 20' 01"  |
| 104 | Maciej Paterski     | CCC    | + 23' 34"  |
| 114 | Michał Podlaski     | VAT    | + 23' 34"  |
| 128 | Adam Stachowiak     | VAT    | + 23' 34"  |
| 131 | Jarosław Marycz     | CCC    | + 23' 34"  |
| 157 | Maciej Bodnar       | TNK    | + 29' 46"  |

| #   | Zawodnik            | Zespół | Czas        |
| --- | ------------------- | ------ | ----------- |
| 1   | Pierre-Roger Latour | ALM    | 18h 04' 54" |
| 2   | Wilco Kelderman     | TLJ    | + 0"        |
| 3   | Geraint Thomas      | SKY    | + 5"        |
|     |                     |        |             |
| 21  | Paweł Cieślik       | VAT    | + 3' 52"    |
| 43  | Przemysław Niemiec  | LAM    | + 12' 09"   |
| 49  | Michał Gołaś        | SKY    | + 13' 33"   |
| 99  | Jarosław Marycz     | CCC    | + 29' 04"   |
| 106 | Adam Stachowiak     | VAT    | + 29' 26"   |
| 111 | Maciej Paterski     | CCC    | + 29' 48"   |
| 127 | Kamil Gradek        | VAT    | + 33' 56"   |
| 133 | Sylwester Szmyd     | CCC    | + 35' 46"   |
| 143 | Maciej Bodnar       | TNK    | + 39' 26"   |
| 149 | Michał Podlaski     | VAT    | + 43' 22"   |

### Etap 6 – 16.06: Weesen – Amden, 162,8 km
| #   | Zawodnik            | Zespół | Czas       |
| --- | ------------------- | ------ | ---------- |
| 1   | Pieter Weening      | ROO    | 4h 33' 47" |
| 2   | Maximiliano Richeze | EQS    | + 2' 37"   |
| 3   | Maciej Paterski     | CCC    | + 3' 57"   |
|     |                     |        |            |
| 25  | Paweł Cieślik       | VAT    | + 6' 03"   |
| 85  | Przemysław Niemiec  | LAM    | + 19' 01"  |
| 87  | Michał Gołaś        | SKY    | + 19' 01"  |
| 109 | Adam Stachowiak     | VAT    | + 19' 01"  |
| 121 | Kamil Gradek        | VAT    | + 19' 01"  |
| 123 | Michał Podlaski     | VAT    | + 19' 01"  |
| 145 | Jarosław Marycz     | CCC    | + 25' 59"  |
| 146 | Maciej Bodnar       | TNK    | + 26' 04"  |
| 148 | Sylwester Szmyd     | CCC    | + 27' 35"  |

| #   | Zawodnik           | Zespół | Czas         |
| --- | ------------------ | ------ | ------------ |
| 1   | Wilco Kelderman    | TLJ    | 22h 43' 12"  |
| 2   | Warren Barguil     | GIA    | + 16"        |
| 3   | Andrew Talansky    | CPT    | + 19"        |
|     |                    |        |              |
| 16  | Paweł Cieślik      | VAT    | + 5' 24"     |
| 49  | Przemysław Niemiec | LAM    | + 26' 39"    |
| 51  | Michał Gołaś       | SKY    | + 28' 03"    |
| 53  | Maciej Paterski    | CCC    | + 29' 10"    |
| 104 | Adam Stachowiak    | VAT    | + 43' 56"    |
| 118 | Kamil Gradek       | VAT    | + 48' 26"    |
| 125 | Jarosław Marycz    | CCC    | + 50' 32"    |
| 132 | Michał Podlaski    | VAT    | + 53' 56"    |
| 137 | Sylwester Szmyd    | CCC    | + 58' 50"    |
| 144 | Maciej Bodnar      | TNK    | + 1h 04' 55" |

### Etap 7 – 17.06: Arbon – Sölden, 224,3 km
| #   | Zawodnik           | Zespół | Czas       |
| --- | ------------------ | ------ | ---------- |
| 1   | Tejay van Garderen | BMC    | 6h 26' 13" |
| 2   | Miguel Ángel López | AST    | + 16"      |
| 3   | Warren Barguil     | GIA    | + 16"      |
|     |                    |        |            |
| 17  | Paweł Cieślik      | VAT    | + 2' 53"   |
| 43  | Przemysław Niemiec | LAM    | + 12' 13"  |
| 48  | Michał Podlaski    | VAT    | + 12' 47"  |
| 60  | Adam Stachowiak    | VAT    | + 14' 06"  |
| 87  | Michał Gołaś       | SKY    | + 18' 48"  |
| 88  | Maciej Paterski    | CCC    | + 18' 48"  |
| 109 | Sylwester Szmyd    | CCC    | + 21' 54"  |
| 137 | Jarosław Marycz    | CCC    | + 31' 03"  |
| 139 | Maciej Bodnar      | TNK    | + 34' 36"  |
| -   | Kamil Gradek       | VAT    | DNF        |

| #   | Zawodnik           | Zespół | Czas         |
| --- | ------------------ | ------ | ------------ |
| 1   | Warren Barguil     | GIA    | 29h 09' 53"  |
| 2   | Miguel Ángel López | AST    | + 21"        |
| 3   | Andrew Talansky    | CPT    | + 24"        |
|     |                    |        |              |
| 15  | Paweł Cieślik      | VAT    | + 7' 49"     |
| 41  | Przemysław Niemiec | LAM    | + 38' 24"    |
| 57  | Michał Gołaś       | SKY    | + 46' 23"    |
| 62  | Maciej Paterski    | CCC    | + 47' 30"    |
| 88  | Adam Stachowiak    | VAT    | + 57' 34"    |
| 110 | Michał Podlaski    | VAT    | + 1h 06' 15" |
| 129 | Sylwester Szmyd    | CCC    | + 1h 20' 16" |
| 132 | Jarosław Marycz    | CCC    | + 1h 21' 07" |
| 140 | Maciej Bodnar      | TNK    | + 1h 39' 03" |

### Etap 8 – 18.06: Davos, 16,8 km
| #   | Zawodnik           | Zespół | Czas     |
| --- | ------------------ | ------ | -------- |
| 1   | Jon Izagirre       | MOV    | 21' 31"  |
| 2   | Miguel Ángel López | AST    | + 18"    |
| 3   | Fabian Cancellara  | TFS    | + 19"    |
|     |                    |        |          |
| 14  | Maciej Bodnar      | TNK    | + 47"    |
| 30  | Paweł Cieślik      | VAT    | + 1' 16" |
| 43  | Maciej Paterski    | CCC    | + 1' 30" |
| 52  | Michał Gołaś       | SKY    | + 1' 42" |
| 53  | Jarosław Marycz    | CCC    | + 1' 44" |
| 73  | Przemysław Niemiec | LAM    | + 2' 07" |
| 75  | Adam Stachowiak    | VAT    | + 2' 09" |
| 125 | Sylwester Szmyd    | CCC    | + 3' 36" |
| 130 | Michał Podlaski    | VAT    | + 3' 46" |

| #   | Zawodnik           | Zespół | Czas         |
| --- | ------------------ | ------ | ------------ |
| 1   | Miguel Ángel López | AST    | 29h 32' 03"  |
| 2   | Andrew Talansky    | CPT    | + 8"         |
| 3   | Jon Izagirre       | MOV    | + 16"        |
|     |                    |        |              |
| 15  | Paweł Cieślik      | VAT    | + 8' 26"     |
| 41  | Przemysław Niemiec | LAM    | + 39' 52"    |
| 57  | Michał Gołaś       | SKY    | + 47' 26"    |
| 60  | Maciej Paterski    | CCC    | + 48' 21"    |
| 87  | Adam Stachowiak    | VAT    | + 59' 04"    |
| 113 | Michał Podlaski    | VAT    | + 1h 09' 22" |
| 129 | Jarosław Marycz    | CCC    | + 1h 22' 12" |
| 131 | Sylwester Szmyd    | CCC    | + 1h 23' 13" |
| 140 | Maciej Bodnar      | TNK    | + 1h 39' 11" |

### Etap 9 – 19.06: Davos – Davos, 57 km
| #   | Zawodnik            | Zespół | Czas       |
| --- | ------------------- | ------ | ---------- |
| 1   | Jarlinson Pantano   | IAM    | 1h 23' 55" |
| 2   | Siergiej Czerniecki | KAT    | + 0"       |
| 3   | Jon Izagirre        | MOV    | + 0"       |
|     |                     |        |            |
| 15  | Paweł Cieślik       | VAT    | + 1' 17"   |
| 34  | Przemysław Niemiec  | LAM    | + 5' 06"   |
| 51  | Maciej Paterski     | CCC    | + 6' 56"   |
| 63  | Adam Stachowiak     | VAT    | + 8' 24"   |
| 77  | Sylwester Szmyd     | CCC    | + 9' 15"   |
| 78  | Michał Podlaski     | VAT    | + 9' 15"   |
| 111 | Jarosław Marycz     | CCC    | + 11' 10"  |
| 120 | Michał Gołaś        | SKY    | + 12' 15"  |
| -   | Maciej Bodnar       | TNK    | DNS        |

| #   | Zawodnik           | Zespół | Czas         |
| --- | ------------------ | ------ | ------------ |
| 1   | Miguel Ángel López | AST    | 30h 55' 58"  |
| 2   | Jon Izagirre       | MOV    | + 12"        |
| 3   | Warren Barguil     | GIA    | + 18"        |
|     |                    |        |              |
| 14  | Paweł Cieślik      | VAT    | + 9' 43"     |
| 42  | Przemysław Niemiec | LAM    | + 44' 58"    |
| 53  | Maciej Paterski    | CCC    | + 55' 17"    |
| 64  | Michał Gołaś       | SKY    | + 59' 41"    |
| 79  | Adam Stachowiak    | VAT    | + 1h 07' 28" |
| 99  | Michał Podlaski    | VAT    | + 1h 18' 37" |
| 115 | Sylwester Szmyd    | CCC    | + 1h 32' 28" |
| 119 | Jarosław Marycz    | CCC    | + 1h 33' 22" |

## Liderzy klasyfikacji po etapach
| Etap                 | Zwycięzca            | Klasyfikacja generalna | Klasyfikacja górska | Klasyfikacja punktowa | Klasyfikacja drużynowa · |
| -------------------- | -------------------- | ---------------------- | ------------------- | --------------------- | ------------------------ |
| 1                    | Fabian Cancellara    | Fabian Cancellara      | –                   | Fabian Cancellara     | Lotto Soudal             |
| 2                    | Peter Sagan          | Jürgen Roelandts       | Matthias Krizek     | Fabian Cancellara     | Lotto Soudal             |
| 3                    | Peter Sagan          | Peter Sagan            | Antwan Tolhoek      | Peter Sagan           | Lotto Soudal             |
| 4                    | Maximiliano Richeze  | Peter Sagan            | Antwan Tolhoek      | Peter Sagan           | Lotto Soudal             |
| 5                    | Darwin Atapuma       | Pierre-Roger Latour    | Antwan Tolhoek      | Peter Sagan           | Team Sky                 |
| 6                    | Pieter Weening       | Wilco Kelderman        | Antwan Tolhoek      | Maximiliano Richeze   | Lotto Soudal             |
| 7                    | Tejay van Garderen   | Warren Barguil         | Antwan Tolhoek      | Maximiliano Richeze   | Team Katusha             |
| 8                    | Jon Izagirre         | Miguel Ángel López     | Antwan Tolhoek      | Maximiliano Richeze   | Team Katusha             |
| 9                    | Jarlinson Pantano    | Miguel Ángel López     | Antwan Tolhoek      | Maximiliano Richeze   | Team Katusha             |
| Klasyfikacja końcowa | Klasyfikacja końcowa | Miguel Ángel López     | Antwan Tolhoek      | Maximiliano Richeze   | Team Katusha             |

## Klasyfikacje końcowe

### Klasyfikacja generalna
|     | Zawodnik            | Zespół                 | Czas         |
| --- | ------------------- | ---------------------- | ------------ |
| 1   | Miguel Ángel López  | Pro Team Astana        | 30h 55' 58"  |
| 2   | Jon Izagirre        | Movistar Team          | + 12"        |
| 3   | Warren Barguil      | Team Giant-Alpecin     | + 18"        |
| 4   | Jarlinson Pantano   | IAM Cycling            | + 42"        |
| 5   | Andrew Talansky     | Cannondale Pro Cycling | + 1' 04"     |
| 6   | Tejay van Garderen  | BMC Racing Team        | + 1' 26"     |
| 7   | Rui Costa           | Lampre-Merida          | + 2' 09"     |
| 8   | Wilco Kelderman     | Team LottoNL-Jumbo     | + 2' 38"     |
| 9   | Simon Špilak        | Team Katusha           | + 2' 48"     |
| 10  | Siergiej Czerniecki | Team Katusha           | + 5' 08"     |
|     |                     |                        |              |
| 14  | Paweł Cieślik       | Verva ActiveJet        | + 9' 43"     |
| 42  | Przemysław Niemiec  | Lampre-Merida          | + 44' 58"    |
| 53  | Maciej Paterski     | CCC Sprandi Polkowice  | + 55' 17"    |
| 64  | Michał Gołaś        | Team Sky               | + 59' 41"    |
| 79  | Adam Stachowiak     | Verva ActiveJet        | + 1h 07' 28" |
| 99  | Michał Podlaski     | Verva ActiveJet        | + 1h 18' 37" |
| 115 | Sylwester Szmyd     | CCC Sprandi Polkowice  | + 1h 32' 28" |
| 119 | Jarosław Marycz     | CCC Sprandi Polkowice  | + 1h 33' 22" |

|    | Zawodnik            | Zespół                | Punkty |
| -- | ------------------- | --------------------- | ------ |
| 1  | Maximiliano Richeze | Etixx-Quick Step      | 56     |
| 2  | Peter Sagan         | Tinkoff               | 26     |
| 3  | Miguel Ángel López  | Pro Team Astana       | 20     |
| 4  | Jon Izagirre        | Movistar Team         | 18     |
| 5  | Iljo Keisse         | Etixx-Quick Step      | 18     |
|    |                     |                       |        |
| 18 | Maciej Paterski     | CCC Sprandi Polkowice | 6      |

|    | Zawodnik           | Zespół                 | Punkty |
| -- | ------------------ | ---------------------- | ------ |
| 1  | Antwan Tolhoek     | Roompot-Oranje Peloton | 104    |
| 2  | Pieter Weening     | Roompot-Oranje Peloton | 50     |
| 3  | Darwin Atapuma     | BMC Racing Team        | 42     |
| 4  | Tejay van Garderen | BMC Racing Team        | 39     |
| 5  | Miguel Ángel López | Pro Team Astana        | 30     |
|    |                    |                        |        |
| 25 | Maciej Paterski    | CCC Sprandi Polkowice  | 6      |

|    | \| \| Zespół \| Czas \| \| \| -- \| --------------------- \| ----------- \| \| \| 1 \| Team Katusha \| 93h 12′ 34″ \| \| \| 2 \| Movistar Team \| + 4' 53" \| \| \| 3 \| BMC Racing Team \| + 7' 33" \| \| \| 4 \| CCC Sprandi Polkowice \| + 17' 40" \| \| \| 5 \| IAM Cycling \| + 25' 22" \| \| \| \| \| \| \| \| 13 \| Verva ActiveJet \| + 57' 49" \| \| |             |  |
|    | Zespół | Czas        |  |
| 1  | Team Katusha | 93h 12′ 34″ |  |
| 2  | Movistar Team | + 4' 53"    |  |
| 3  | BMC Racing Team | + 7' 33"    |  |
| 4  | CCC Sprandi Polkowice | + 17' 40"   |  |
| 5  | IAM Cycling | + 25' 22"   |  |
|    | |             |  |
| 13 | Verva ActiveJet | + 57' 49"   |  |

|  |  |